# Apogon brevispinis
 Apogon brevispinis és una espècie de peix de la família dels apogònids i de l'ordre dels perciformes.

## Morfologia
- Pot assolir 6,2 cm de longitud total.
- Té franges alternes de color marró daurat i blanc al cap i el cos, una banda blanca sobre els dos darrers radis anals i una marca irregular fosca al peduncle caudal.
- 8 espines i 9 radis tous a l'aleta dorsal i 2 espines i 8 radis tous a l'anal.
- 24 vèrtebres.[2][3]

## Hàbitat i distribució geogràfica
És un peix marí, associat als esculls (entre 46 i 58 m de fondària) i de clima tropical, el qual es troba al Pacífic central oriental: la Polinèsia francesa.

## Observacions
És inofensiu per als humans.